# Михайловичі (зупинний пункт)
Михайло́вичі (також — Михайлевичі) — пасажирський залізничний зупинний пункт Львівської дирекції Львівської залізниці на електрифікованій лінії Стрий — Самбір між станціями Дрогобич (3 км) та Дубляни (26 км). Розташований між селами Михайлевичі та Хатки Дрогобицького району Львівської області.

## Пасажирське сполучення
На зупинному пункті Михайловичі зупиняються приміські електропоїзди сполученням Стрий — Самбір. 